# Рор, Гернот
Гернот Рор (нем. Gernot Rohr; род. 28 июня 1953, Мангейм) — немецкий футболист, футбольный тренер.

## Карьера игрока
Воспитанник местной команды «Некарау». В 1972 году перешёл в «Баварию», в составе которой стал двукратным чемпионом Германии (в сезонах 1972/73 и 1973/74) и обладателем Кубка европейских чемпионов (в сезоне 1973/74). В «Баварии» Рор играл очень редко, поэтому в 1974 году перешёл в «Вальдхоф», в следующем сезоне играл за «Киккерс» (Оффенбах), а в 1977 году перешёл во французский клуб «Бордо», в составе которого играл на протяжении 13 лет. В составе «Бордо» стал трёхкратным чемпионом Франции и двукратным обладателем Кубка Франции.

## Карьера тренера
После завершения игровой карьеры стал работать в молодёжной системе «Бордо». В 1990, 1991, 1996 годах становился временным менеджером главной команды. В 1996 году довёл команду до финала Кубка УЕФА. В 1998—1999 годах работал спортивным директором в «Айнтрахте» (Франкфурт-на-Майне). В 1999—2000 годах тренировал «Кретей», игравший на тот момент во второй лиге. В 2002 году стал главным тренером «Ниццы», в которой отработал 3 полных сезона, после чего был уволен. В 2005—2008 годах тренировал швейцарский «Янг Бойз» и «Аяччо». В 2008 году стал главным тренером тунисского клуба «Этуаль дю Сахель», но не смог в нём доработать до конца сезона и был уволен. В 2009 году попробовал вернуться во Францию, но спустя половину сезона был уволен из «Нанта». В 2010 году был назначен тренером сборной Габона. В 2012 году вывел Габон на кубок африканских наций, на котором его команда прошла до 1/4 финала, где в послематчевых пенальти уступила Мали. В этом же году стал тренером другой африканской команды — сборной Нигера. В следующем году вывел Нигер на кубок африканских наций, на котором его команда не смогла преодолеть групповую стадию. В 2015 году тренировал сборную Буркина-Фасо. С 2016 года являлся главным тренером сборной Нигерии, в 2017 году смог вывести команду на чемпионат мира.

## Достижения
В качестве игрока
 «Бавария»
- Чемпион Германии: 1972/73, 1973/74
- Обладатель кубка европейских чемпионов: 1973/74

 «Бордо»
- Чемпион Франции: 1983/84, 1984/85, 1986/87
- Обладатель Кубка Франции: 1985/86, 1986/87

В качестве тренера
 «Бордо»
- Финалист Кубка УЕФА: 1995/96